# Aharon Davidi
Aharon Davidi (în ebraică אהרן דוידי; n. 1927, Tel Aviv, Palestina sub mandat britanic – d. 11 februarie 2012, Kiryat Ono, Districtul Tel Aviv, Israel) a fost un general israelian, fondator al programului de voluntariat Sar-El⁠(d) din cadrul Armatei Israeliene (IDF).

## Biografie
S-a născut în 1927 la Tel Aviv, în Palestina mandatară ca fiul cel mic al lui Sara și Levi Davidovici, care au emigrat în anul 1920 din Tighina (actualmente în Republica Moldova). La vârsta de cincisprezece ani, a slujit în detașamentele de tineret din Haganah, apoi ca tehnician de comunicații și, în cele din urmă, ca luptător în Palmach și în armata israeliană. În războiul arabo-israelian din anii 1947-1949 a luptat pe frontul sudic împreună cu Brigada Neghev, unde și-a întâlnit viitoarea soție, Hassida.
În 1953, Davidi s-a oferit voluntar pentru nou-creata Brigadă de Parașutiști a IDF ca comandant de companie. În anul următor, unitatea a fost foarte activă în operațiuni și alte misiuni importante în spatele liniilor inamice. Davidi și compania sa au susținut Unitatea 101 a lui Ariel Sharon în raidul asupra satului Qibya⁠(d), după care el și Sharon au rămas prieteni apropiați. A fost decorat pentru acțiunile din Fâșia Gaza în 1955 cu Medalia pentru curaj.
În campania din Sinai, Davidi, în calitate de locotenent-colonel și comandant de regiment, a jucat un rol decisiv în bătălia de la Pasul Mitla.
În 1957 s-a perfectionat în Franța la École supérieure de guerre.
Din 1965 până în 1968, fiind colonel, a fost primul comandant al Corpului de Parașutiști și Infanterie din cadrul IDF. În timpul războiului de șase zile din 1967, Davidi a comandat acțiunile decisive pentru capturarea orașului Sharm el-Sheih. Când Rafael Eitan a fost rănit în acțiune, Davidi a condus parașutiștii către Canalul Suez.
La începutul anilor 1970 Davidi a fost consilier al lui Mollah Mustafa Barzani în cadrul asistenței israeliene în lupta kurzilor din Irak pentru autodeterminare.
În 1970, s-a retras ca brigadier din serviciul militar activ și a studiat trei ani la Universitatea din Londra, obținând acolo masteratul și doctoratul. El s-a concentrat asupra problemelor culturale ale minorităților chineze.
Davidi a început să predea geografie la Universitatea din Tel Aviv în 1974. Trei ani mai târziu, s-a mutat pe Înălțimile Golan ca director al activităților comunitare și culturale din Golan și Valea Iordanului. În vara anului 1982, în timpul războiului din Liban din 1982, Davidi a fondat programul de voluntariat Sar-El, care în prezent adună anual peste 5.000 de voluntari din întreaga lume. 
În 2007 împreună cu Meir Har-Tzion s-a alăturat micului partid de dreapta Partidul Speranței (Miflegget Hatikvá) condus de profesorul Arie Eldad. 
Davidi, care a locuit pe parcursul vieții în Ramat Gan, a avut trei copii, 11 nepoți și doi strănepoți. Sora lui mai mare, Rivka Davidit, a fost o scriitoare ebraică pentru copii și critic de teatru.
A murit la Kiryat Ono la 11 februarie 2012. A fost înmormântat la Cimitirul de la Ghivat Hashloshá.

## Premii și onoruri
- 1955 I s-a acordat Medalia pentru Curaj după ce s-a distins în mod deosebit în Operațiunea Săgeata Neagră în Fâșia Gaza în lupta cu forțe egiptene.
- 1998 - Davidi a fost ales printre persoanele care au aprins o făclie de Ziua Independenței a Israelului pe Muntele Herzl din Ierusalim, ca recunoaștere a meritelor sale în asociația de voluntariat Sar-El.
- În 2010, de Ziua Ierusalimului lui Davidi i s-a decernat Premiul Moskowitz pentru sionism.[5]

## In memoriam
- Au fost numite în memoria sa  o școală elementară din cartierul Agamim din Natania (2013), școala Atid din Ramat Gan și o grădină publică din Cartierul Hatzanhanim din Ramat Gan.
- S-a donat în amintirea sa o ambulanță organizației de prim-ajutor Maghen David Adom.

## Galerie

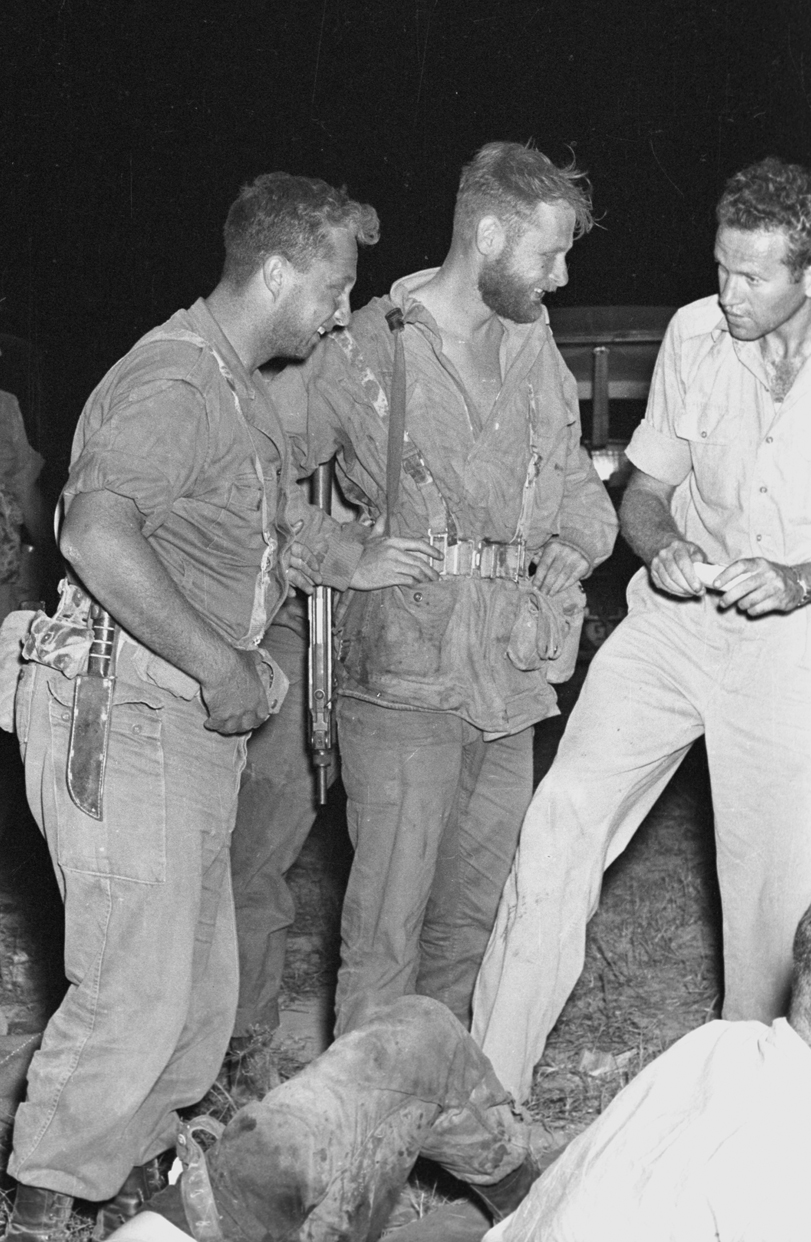
Davidi (centru) cu Ariel Sharon (stânga) și Itzhak Ben Menachem (dreapta)
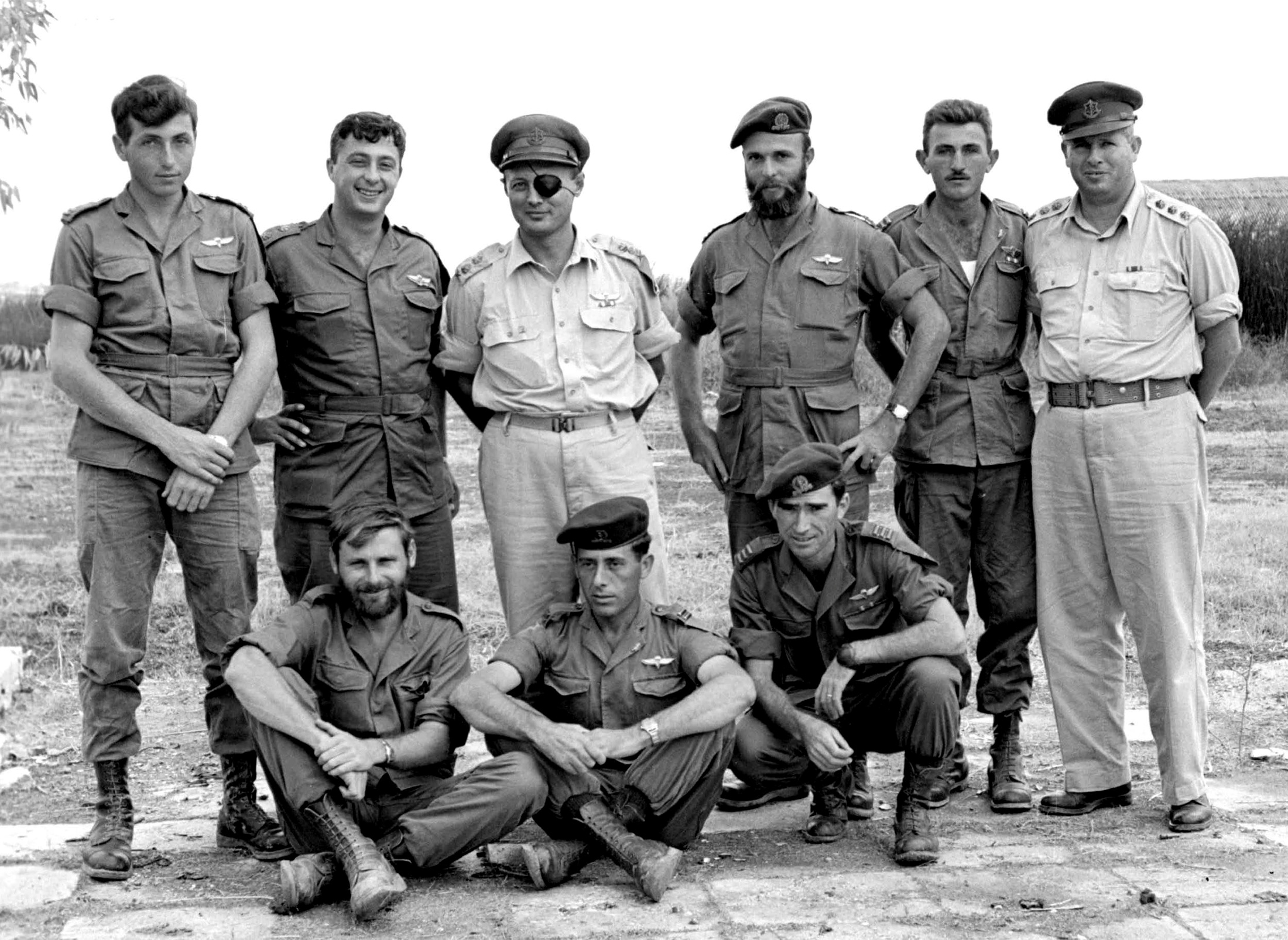
Cu membri ai Batalionului 890 Parașutiști după Operațiunea Egged (noiembrie 1955). În picioare (de la stânga la dreapta): lt. Meir Har-Zion, mr. Ariel Sharon, gen.lt. Moshe Dayan, cpt. Dani Matt, lt. Moshe Efron, gen.lt. Asaf Simchoni; Pe sol (de la stânga la dreapta): cpt. Davidi, lt. Yaakov Yaakov, cpt. Raful Eitan.